# Sogno di una sedicenne
Sogno di una sedicenne è un dipinto con la tecnica dell'olio su tela di Natale Schiavoni, eseguito nel 1820 e conservato nel Palazzo Treves a Venezia.